# مذبحة جامعة فرجينيا
مذبحة جامعة فرجينيا هي حادث إطلاق النار وقع في يوم 16 أبريل 2007 داخل جامعة فرجينيا للتكنولوجيا بولاية فرجينيا بالولايات المتحدة قتل فيه 33 شخصا وجرح 28 آخرين. وانتحر مرتكب الجريمة ولكن لم تعرف دوافعه حتى الآن.
يعتقد لحد الآن ان الحادث تم بسبب علاقة حب فاشلة بين الشاب البلغ من العمر 23 عاما والمتهم بالجريمة شو سينغ هو (Cho Seung-hui) وصاحبته.
ويعد هذا الحادث الأسوأ من نوعه في تاريخ الجامعات الأمريكية، وقال الرئيس الأمريكي جورج بوش إن ما حدث «هو يوم حزن للأمة الأمريكية بأسرها». وشارك في حفل أقامه طلاب الجامعة تأبينا لضحايا المذبحة

## مرتكب المذبحة

شو سينج هو

شو سينج (1984-2007) هو طالب من كوريا الجنوبية, كان طالبا في السنة الأخيرة في قسم اللغة الإنكليزية في الجامعة ويقيم في سكن الطلبة في الجامعة، وقالت الشرطة إنه عثر في غرفته على رسالة تحتوي على تفاصيل مرعبة وإيصال بشراء سلاح ناري وسكاكين في غرفته بالسكن الجامعي للطلاب.
وقال المسؤولون في الجامعة انه كان انطوائيا وانهم كانوا يواجهون صعوبات في الحصول على معلومات عنه.
أوضح طالب في حديث لقناة (سي تي آي) ان البداية كانت حدوث شجار عنيف بين الطالب شو سينج وصديقته في عنبر النوم بالجامعة، وانتهي بإطلاق النار عليها وعلى مشرف العنبر، ثم توجه بعد ذلك بساعتين إلى مبني نوريس هول الدراسي، حيث أغلق البابين الأمامي والخلفي لإحدي القاعات الدراسية بسلسلة حديدية وأطلق النار على 30 طالبا كانوا يتلقون درسا في اللغة الألمانية، ثم أطلق النار على مؤخرة رأسه مما أدي إلى تفجيرها وجعل من الصعب التعرف على شخصيته

## الضحايا
قتل في إطلاق النار 33 شخصا بينهم منفذ الجريمة الذي انتحر.معظم الضحايا من الأمريكيين ألا انه كان بينهم عدد من العرب حيث قتل لبنانيان ومصري في الحادث.

## شهادات تخرج فخرية
وقد قامت الجامعة في نفس نهاية العام XS الدراسي 2006/2007 بمنح شهادات تخرج فخرية لضحايا المجزرة وقد حضر حفل التخرج الجنرال في الجيش الأمريكي جون أبي زيد الذي تدرس ابنته في جامعة فرجينيا 

## اقرأ أيضا
- حادثة إطلاق نار مدرسة ساندي هوك الابتدائية، 2012
- مذبحة ثانوية كولومباين، 1999.